# Heritage (Opeth)
Heritage è il decimo album registrato in studio della band progressive metal Opeth, uscito nel 2011.

## Tracce
Tutte le canzoni sono state scritte da Mikael Åkerfeldt.
1. Heritage - 2:05
2. The Devil's Orchard - 6:40
3. I Feel the Dark - 6:40
4. Slither - 4:03
5. Nepenthe - 5:40
6. Häxprocess - 6:57
7. Famine - 8:32
8. The Lines in My Hand - 3:49
9. Folklore - 8:19
10. Marrow of the Earth - 4:19

### Bonus track edizione limitata
1. Heritage 5.1 Surround Mix
2. Pyre (Åkerfeldt, Åkesson) - 5:32
3. Face in the Snow – 4:04
4. DVD: The Making of Heritage: A Documentary

## Formazione
- Mikael Åkerfeldt - voce, chitarra, Mellotron addizionale
- Fredrik Åkesson - chitarra
- Per Wiberg - Mellotron, organo, pianoforte, tastiera
- Martin Mendez - basso
- Martin Axenrot - batteria e percussioni